# チキチキボーイズ
『チキチキボーイズ』 (ChikiChiki Boys、英題：Mega Twins) は、1990年6月にカプコンから稼働されたアーケード用横スクロールアクションゲーム。同社開発の業務用システム基板CPシステム用ソフトの第10弾。
後に家庭用ゲーム機に移植された（#移植版）。

## システム
2人同時プレイ可能な横スクロールアクションゲーム。全9ステージ。剣術が得意な兄と魔法が得意な弟のどちらかを選ぶことが出来る。

## ストーリー
楽園の都、アルル王国が正体不明の魔物たちにより滅ぼされてから15年の時が流れた。
王国の血筋をひく双子の赤ん坊は立派な少年へと成長していた。
少年たちはアルル王国の再興を目指し、古くから言い伝えられるドラゴンブルーアイズをさがし出すため旅立った。

## 移植版
| No. | タイトル                            | 発売日                | 対応機種                                                 | 開発元                 | 発売元        | メディア                            | 型式                  | 備考               |
| --- | ----------------------------------- | --------------------- | -------------------------------------------------------- | ---------------------- | ------------- | ----------------------------------- | --------------------- | ------------------ |
| 1   | Mega Twins                          | 1991年                | Amiga Atari ST                                           | Tiertex Design Studios | U.S. Gold     | フロッピーディスク                  | -                     |                    |
| 2   | チキチキボーイズ ChikiChiki Boys    | 1992年10月16日 1993年 | メガドライブ                                             | セガ ビスコ            | セガ          | 8メガビットロムカセット             | G-4083 1075           |                    |
| 3   | チキチキボーイズ                    | 1994年7月15日         | PCエンジンSUPER CD-ROM²                                  | フライト・プラン       | NECアベニュー | CD-ROM                              | NAPR-1033             |                    |
| 4   | Capcom Classics Collection Remixed  | 2005年3月21日         | PlayStation Portable                                     | カプコン               | カプコン      | UMD                                 | ULUS-10097 ULES-00347 | アーケード版の移植 |
| 5   | Capcom Classics Collection Volume 2 | 2006年11月24日        | PlayStation 2 Xbox                                       | カプコン               | カプコン      | DVD-ROM                             | SLUS-21473 SLES-54561 | アーケード版の移植 |
| 6   | チキチキボーイズ                    | 2011年4月20日         | PlayStation 3 PlayStation Portable (PlayStation Network) | フライト・プラン       | ハドソン      | ダウンロード （ゲームアーカイブス） | -                     | PCエンジン版の移植 |
| 7   | カプコンアーケードスタジアム        | 2021年2月18日         | Nintendo Switch                                          |                        | カプコン      | ダウンロード                        | -                     | アーケード版の移植 |
| 8   | カプコンアーケードスタジアム        | 2021年5月25日         | PlayStation 4 Xbox One PC(Steam)                         |                        | カプコン      | ダウンロード                        | -                     | アーケード版の移植 |

メガドライブ版
セガから発売された。開発はビスコ。2人同時プレイは不可。アーケード版と異なるアレンジが施されている。
PCエンジンSUPER CD-ROM2版
NECアベニューから発売された。開発はフライト・プラン。2人同時プレイが可能。BGMはCD再生によるアレンジが施されている。
2011年4月20日にゲームアーカイブス（PSP・PS3）で配信された。
PlayStation Portable版
カプコンから発売された『Capcom Classics Collection Remixed』に収録されている。
PlayStation 2版
カプコンから発売された『Capcom Classics Collection Volume 2』に収録されている。
Nintendo Switch版
カプコンアーケードスタジアム　パック2に収録

## スタッフ
- ゲーム・デザイン：Bully Duck
- ディレクター：POO（船水紀孝）、OKAMOTO（岡本吉起）
- オブジェクト・デザイン：MANBOU（新谷さゆり）、IKUSAN Z（中山郁夫）、UNICORN MAYUMI（たなべまゆみ）
- スクロール・デザイン：ZUMMY（K.KOIZUMI)、ZIGGY（さかもとようこ）
- サウンド・デザイン：HIFUMI（高岡宏光）
- ハード・デザイン：KUCCAN
- スペシャル・サンクス：OZZY、KAME、SATOCHIN、GENIE
- プログラム：BLBON、MEIJIN、SAIKOU YUKI

## 評価
メガドライブ版
ゲーム誌『ファミコン通信』の「クロスレビュー」では5・4・5・5の合計19点（満40点）、レビュアーはスーパーマリオ的なステージ展開にファンタジーゾーンのフィーチャーを付加、ワンダーボーイやビックリマンなノリだと表現して可愛らしいキャラでグラフィックは綺麗、だがよくある横スクロールアクションで夢中になれる要素が少なくなぜか退屈、展開がちょっと平坦で寄せ集めな印象が強いのか今一つピリッとせず損している、主人公は大ジャンプや壁よじ登りなどいろんなことができるが今一つ活かされておらず歩いたり飛んだりしてもダラダラしている気分になる、凄く丁寧だが燃えることはなく単にドタバタしてるだけという雰囲気、敵を倒してお金を集めてアイテムを買うの繰り返しでプラスアルファが欲しいとした。
『メガドライブFAN』の読者投票による「ゲーム通信簿」での評価は以下の通りとなっており、20.81点（満30点）となっている。
| 項目 | キャラクタ | 音楽 | 操作性 | 熱中度 | お買得度 | オリジナリティ | 総合  |
| 得点 | 3.93       | 3.37 | 3.41   | 3.51   | 3.39     | 3.20           | 20.81 |

PCエンジン版
ゲーム誌『ファミコン通信』の「クロスレビュー」では4・5・5・4の合計18点（満40点）、『月刊PCエンジン』では70・75・80・80・70の平均75点（満100点）、『電撃PCエンジン』では40・60・60・55の平均53.75点（満100点）、『PC Engine FAN』の読者投票による「ゲーム通信簿」での評価は以下の通り17.3点（満30点）となっている。
| 項目 | キャラクタ | 音楽 | お買得度 | 操作性 | 熱中度 | オリジナリティ | 総合 |
| 得点 | 2.8        | 2.8  | 3.2      | 3.3    | 3.0    | 2.3            | 17.3 |

- ゲーム本『メガドライブ大全』（2004年、太田出版）では、「アーケード版では自動だった買い物が、メガドラ版では何を買うか選択できるようになっており、金集めのモチベーションが急上昇」と買い物のシステムが向上した事に肯定的な評価を下しているが、「（アーケード版は『ファイナルファイト』、メガドラ版は『ストリートファイターII』の影に隠れ）手堅くカッチリと作られているアクションで、アーケードもメガドラ版も決して出来は悪くないのですが、ともに評価はやや低め」と当時の知名度に関して否定的な評価を下している[9]。